# Шовкопряд непарний
Шовкопряд непарний (Lymantria dispar) — вид метеликів з родини Erebidae. Типовий лісовий шкідник, поліфаг. У період масового розмноження сильно об'їдає дерева на значних площах, пошкоджує до 300 видів рослин, майже всі листяні породи, частину хвойних, багато видів чагарників. Вагомий внесок у вивчення біології цього виду та розробку методів боротьби з ним зроблений М. В. Курдюмовим.

## Поширення

Поширення непарного шовкопряда в США по роках

Непарний шовкопряд поширений по всій Європі, в Малій Азії, в Туркестані, на Кавказі, по всьому Сибіру, в Японії і Північній Америці. Для даного виду характерні спалахи масового розмноження, які призводять до поїдання листяних лісів і садів на великих площах. Гусінь поїдає листя майже на всіх листяних породах, з яких особливо полюбляють дуб (Quercus) і липу (Tilia), але не чіпають ясен (Fraxinus) і вільху (Alnus), а також і грушу (Pyrus); при нестачі листяних нападають іноді на хвойні породи, знищуючи їх сходи в розплідниках, приносять значну шкоду. Азійська раса непарного шовкопряда (Lymantria dispar L, asian race) віднесена в Україні до карантинних об'єктів.
Раніше була популярна історія поширення непарного шовкопряда в Північній Америці через необережність ентомолога-аматора. Вважалося, що яйця шовкопряда були завезені в США в кінці 1860-х астрономом і ентомологом-любителем Етьєн Трувело (Étienne Léopold Trouvelot) для експериментів зі схрещування цього виду з шовковичним шовкопрядом (Bombyx mori). Експерименти проводилися на особистій ділянці Трувело, проте личинки швидко поширилися по довколишніх лісах. Трувело звертався до колег для усунення виниклої проблеми, проте в той час ніяких заходів вжито не було. Лише у 1889 році в США непарний шовкопряд був визнаний шкідником. На даний час вважається, що тієї кількості комах, що втекли, було б недостатньо для формування спалаху шкідника.

## Шкідливість
Непарний шовкопряд — поліфаг, пошкоджує до 300 видів рослин, майже всі листяні породи, частина хвойних, багато видів чагарників. Породи, яким надається перевага — дуб, береза, тополя, липа, верба, слива, яблуня. Це типовий лісовий шкідник. У період масового розмноження сильно об'їдає дерева на значних площах .

## Характеристика

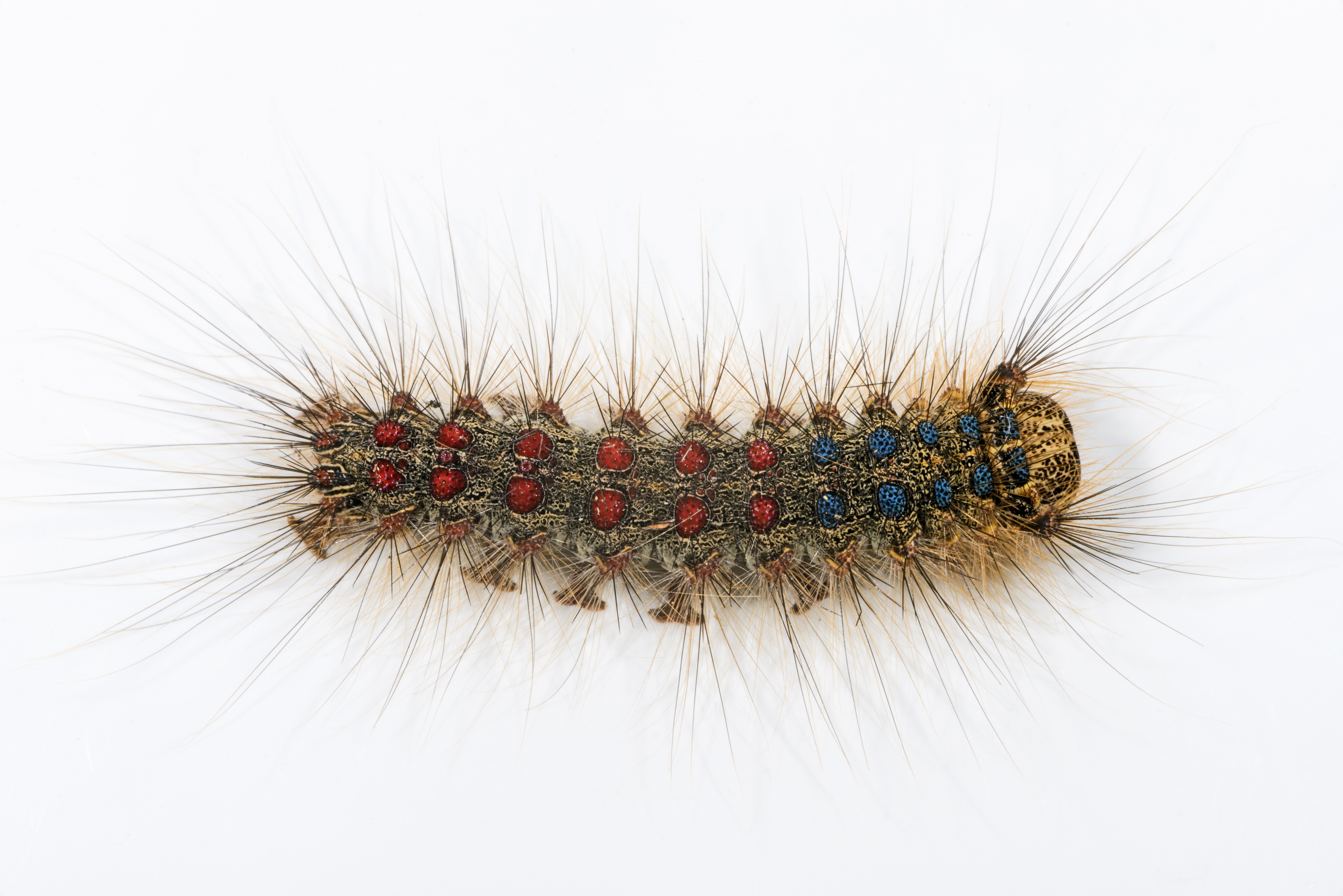
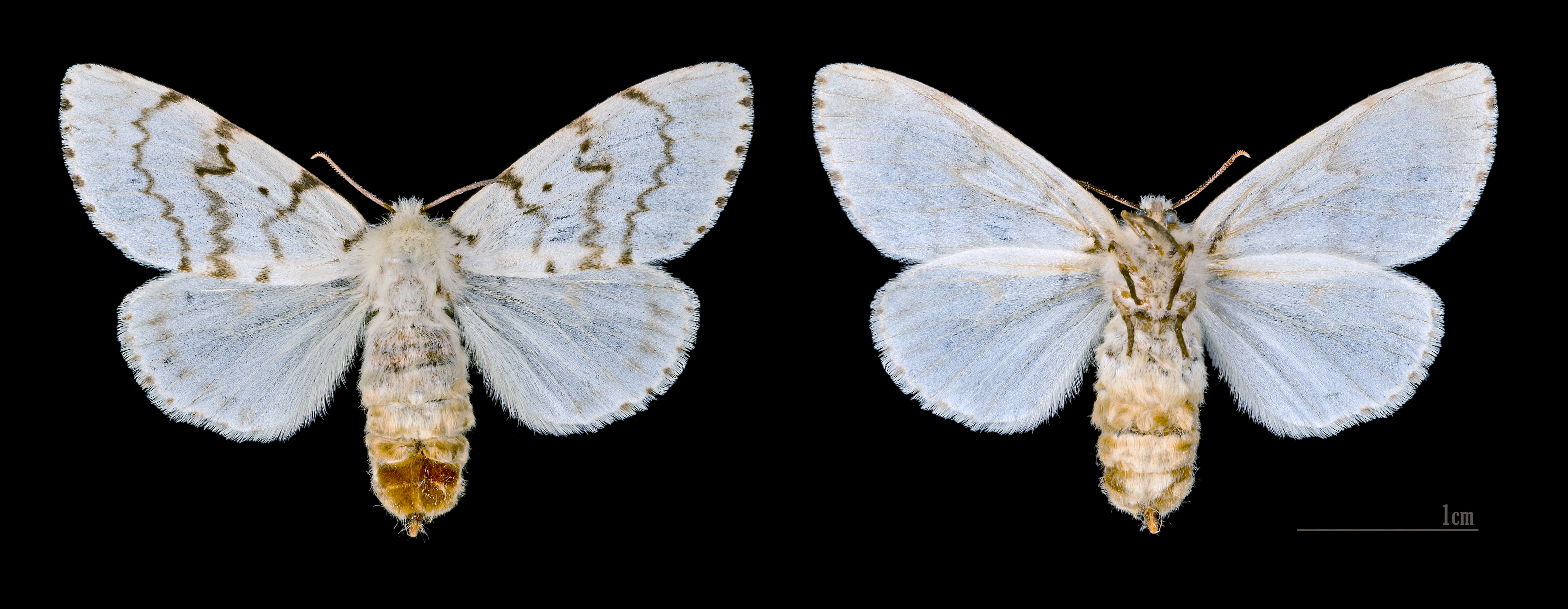
♀
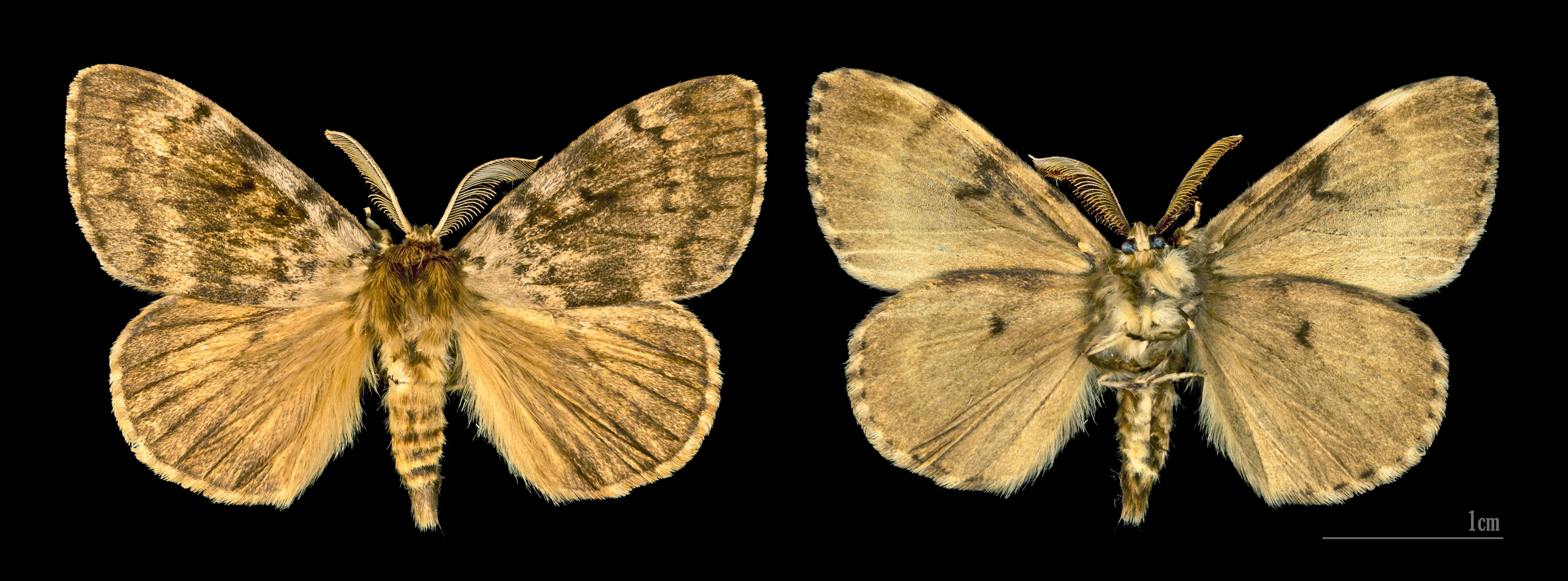
♂

Самець і самиця суттєво розрізняються, як формою, так і забарвленням — звідси і назва. Самка до 9 см завширшки в розмаху крил; передні крила жовтувато-або сірувато-білі, з темно-бурими поперечними, зубчастими і хвилястими смужками, з чорним напівмісячним, або у вигляді кута, плямою у середини і круглим маленьким поблизу підстави; по оторочке, між жилками, ряд округлих чорних цяток, черевце товсте, з буро-сірим пушком на кінці; вусики і лапки чорні. Самець до 4 см завширшки в розмаху крил; вусики перисті, бурі; темно-сірий, з такими ж, але більш широкими смужками і плямами на передніх крилах, як у самки. Яйце спочатку жовте, потім жовтувато або рожево-сірого кольору, гладеньке, кругле, злегка приплюснуті зверху, діаметром 1-1,2 мм. Гусінь до 7,5 см завдовжки, має 16 ніжок, покрита волосками, з трьома тонкими, іноді малопомітними, поздовжніми смужками на спині і з парними «бородавками», з яких передні 5 пар — сині, а задні 6 пар — червоні; на кожній «бородавці» пучок волосків; на 8-м і 10-м кільцях дві помаранчеві, менш помітні залози; голова темно-сіра, з двома поздовжніми, ниркоподібними, чорними плямами. Лялечка матово-чорна або темно-коричнева, з рідкісними пучками коротких рудих волосків і з двома ямками позаду вусиків. 

## Екологія та місце проживання
Метелики з'являються в середині або в кінці літа; літають і спаровуються вечорами, невисоко над землею.

### Природні вороги
З комах на гусінь шовкопряда полює жук — красотіл пахучий (Calosoma sycophanta). З перетинчастокрилих на гусені паразитує іздець Ichneumon sarcitorius.
Жужелиця золотиста (Carabus auratus) інтродукована в Північну Америку для боротьби з непарним шовкопрядом завдяки працям Вашингтонського ентомологічного товариства. У Північній Америці жуки розселилися на південному сході США і в провінції Квебек (Канада).

## Розвиток
Самки кладуть яйця в заглиблення кори стовбурів і пнів, випускаючи їх купками по кілька сот штук, при цьому перемішують їх з жовтувато-сірим пушком, що покриває їх також і згори. Відклавши яйця, самка може відразу загинути. Купки яєць покривають іноді суцільними пухнастими кільцями основи стовбурів і трапляються також на каміннях, спорудах та ін. Яйця зимують і переносять вологу і холод, не втрачаючи своєї життєздатності навіть після 10-денного перебування під водою. Дощова погода під час польоту метеликів заважає їх спарюванню, і тоді самки відкладають здебільшого незапліднені яйця, з яких гусениці не розвиваються.
Вилуплюються гусінь ранньою весною: вони покриті занадто довгими і численними волосками, забезпеченими особливими розширеннями або здуттями, завдяки яким легко підхоплюються вітром.
Починаючи з червня — середини липня, в залежності від температурного режиму, відбувається перетворення на лялечку. Лялечки прикріплюються сіткою з численних павутинних ниток, поміщаючись при цьому невисоко від землі в щілинах кори, на нижніх гілках, іноді між недоїденими листям, стягнутими павутиною. Через 10-15 днів починається політ метеликів.